# 井野辺茂雄
井野辺 茂雄（いのべ  しげお、1877年1月25日 - 1954年1月20日）は、日本の日本史学者。

## 経歴
高知県出身。國學院大學卒。1906年から東京帝国大学史料編纂所で『国史大辞典』を編纂、1909年から渋沢栄一のもとで萩野由之らと『徳川慶喜公伝』を編修。1923年史料編纂官となり「大日本史料」を編修、國學院大學教授。戦後は立正大学教授。
1935年、東京大学文学博士。論文は「対外策ヨリ考察セル維新前史ノ研究」。
『維新前史の研究』は、幕末の黒船来航前の対外論を網羅的に分析した貴重な業績と評価される。

## 著書
- 『幕末史概説』紀元社、1927年。
- 『幕末史の研究』雄山閣、1927年。
- 『明治維新史』ロゴス書院〈ロゴス叢書 第2編〉、1929年。
- 『維新史考』中文館書店、1933年。
  - 『維新史考』（新訂）中文館書店、1943年。
- 『維新前史の研究』中文館書店、1935年。
  - 『維新前史の研究』（新訂）中文館書店、1942年。
- 『明治維新』建設社〈少年大日本史 第42巻〉、1935年。
- 『実業帝国小史』中文館書店、1936年。
  - 『実業帝国小史』（修正）中文館書店、1936年。
- 『実業帝国小史教授参考』（修正）中文館書店、1936年。
- 『新修帝国小史教授参考』中文館書店、1938年。
- 『新修帝国小史教授参考 上級用』中文館書店、1939年。
- 『明治維新と国体擁護』新更会刊行部、1938年。
- 『新修女子帝国小史 初級用』中文館書店、1938年。
  - 『新修女子帝国小史 初級用』（修正）中文館書店、1939年。
- 『新修女子帝国小史 上級用』中文館書店、1938年。
  - 『新修女子帝国小史 上級用』（修正）中文館書店、1939年。
- 『新修女子帝国小史教授参考 上級用』中文館書店、1939年。
- 『容堂公と政権返上の建白』山内神社、1940年。
- 敬神思想普及資料『王政復古の指導精神』神祇院〈敬神思想普及資料 第11〉、1942年。
- 『維新史大観』秩父書房、1943年。

### 共著編、監修
- 『国史大辞典 本編』（八代国治、早川純三郎 共編）吉川弘文館、1908年。
- 『国史大辞典 挿絵及年表』（八代国治、早川純三郎 共編）吉川弘文館、1908年。
- 『国史大辞典 挿絵及年表』（八代国治、早川純三郎 共編）吉川弘文館、1913年。
- 『七十偉人』武田文永堂、1909年。
- 『勤王志士遺文集 第3』（井野辺茂雄 校訂）春陽堂書店〈大日本文庫 勤王篇〉、1937年。
- 『日本全史 第3（江戸時代史、明治時代史）』（阿部真琴、藤井甚太郎 共著、第4版）平凡社、1941年。
- 『天王山哀史』（萩原新生 著、河野省三、井野辺茂雄、植木直一郎 監修）皇国青年教育協会、1942年。
- 『西村勝三の生涯 皮革産業の先覚者』（佐藤栄孝共編）西村翁伝記編纂会、1968年。

『武士道全書』全12巻、別巻1巻 佐伯有義、植木直一郎共編 時代社 1942-1944 のち国書刊行会から復刻
- 『武士道全書 第1巻』1942年。
- 『武士道全書 第2巻』1942年。
- 『武士道全書 第3巻』1942年。
- 『武士道全書 第4巻』1942年。
- 『武士道全書 第5巻』1942年。
- 『武士道全書 第6巻』1942年。
- 『武士道全書 第7巻』1942年。
- 『武士道全書 第8巻』1942年。
- 『武士道全書 第9巻』1942年。
- 『武士道全書 第10巻』1943年。
- 『武士道全書 第11巻』1943年。
- 『武士道全書 第12巻』1943年。
- 『武士道全書 別巻』1944年。